# マルダー歩兵戦闘車
マルダー歩兵戦闘車（ドイツ語: Schützenpanzer Marder）は、ドイツ連邦軍の陸軍が装備する歩兵戦闘車である。「マルダー」は、ドイツ語で「テン（貂）」を意味する。

## 概要

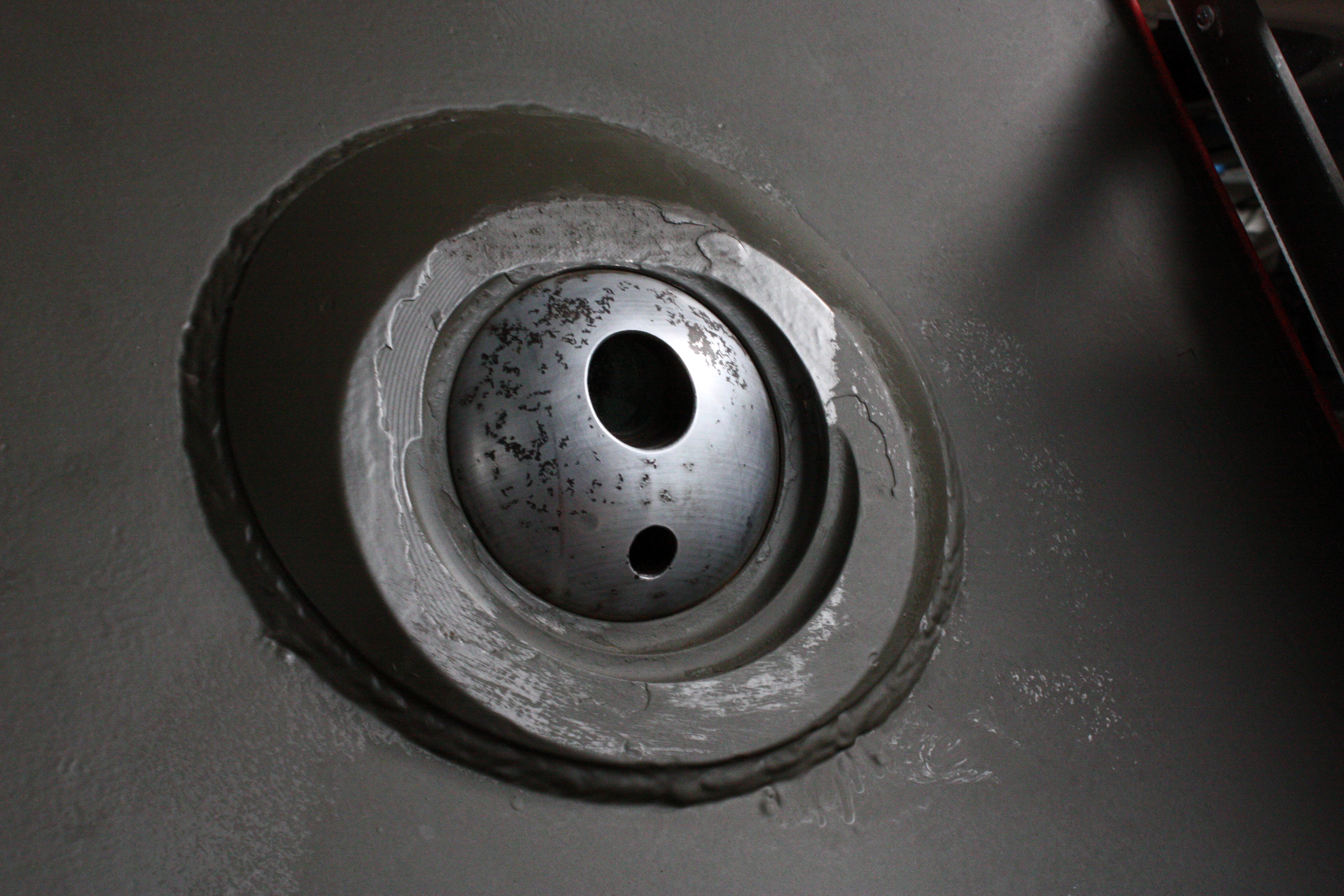
マルダー1のガンポート。A3以降では上から装甲が追加され、廃止された。

- - マルダー1の試作車

1971年より西ドイツ陸軍での運用を開始し、この2年後から就役し始めたフランス陸軍のAMX-10P歩兵戦闘車とともに、中口径の機関砲を主武装とする最初の歩兵戦闘車となった。このコンセプトは、歩兵戦闘車BMP-1を配備したソビエト連邦軍にも導入された。

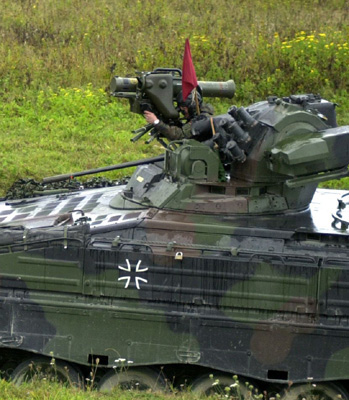
対戦車ミサイルは射手が車上へ身を乗り出さなければならない

マルダー1A1やマルダー1A2といった改良型が存在したが、現在配備されているのは更に改良が施されたマルダー1A3とマルダー1A5であり、2011年時点での最新型はマルダー1A5A1である。
派生型として、操縦士訓練用車両や、マルダーの車体にローランド地対空ミサイル発射機を装備する砲塔を搭載した対空車両がある。
マルダーの車体に自動装填装置付きの無人オーバーヘッド砲塔を搭載したVTS-1という車両も存在し、スウェーデンにもUDES 19という同様の研究車両が存在した。
マルダーの後継として当初、マルダー2が開発されていたが計画中止となり、プーマが開発された。しかし、ドイツ連邦軍に納入されたプーマが演習中に不具合を発生させたことから、2022年に調達中止が決定。マルダーの置き換えスケジュールは不透明なものとなった。

## 採用国
- 西ドイツ 390両
- チリ 280両
- インドネシア 50両
- ヨルダン 75両
- ウクライナ 60両[2]

## VTS-1
VTSとは、"Versuchsträger Schützenpanzer"（技術実証型歩兵戦闘車）のこと。KPz.3（Kampf Panzer.3）開発計画の一環。Scheitellafette（頭上砲架）の技術検証用の試作車両。
マルダーの車体にL7A3 105mm戦車砲を搭載。砲塔は限定旋回式で、旋回角は左右各60°で、仰俯角は+15°から-10°である。
1976年から研究開始。1978年にティッセン・ヘンシェル社で1両のみ製造。1978年夏から試験開始。

## 登場作品
『FUTURE WAR 198X年』
ローランド地対空ミサイルを装備した型式が登場する。